# John William Strutt
John William Strutt, 3. Baron Rayleigh (født 12. november 1842 i Maldon, død 30. juni 1919 i Witham) var en britisk fysiker.
I 1904 blev han tildelt Nobelprisen i fysik for at have opdaget argon sammen med William Ramsay.
Han arvede titlen Baron Rayleigh i 1873, da faren John James Strutt døde.